# IC 3693
IC 3693 је елиптична галаксија у сазвјежђу Дјевица која се налази на листи објеката дубоког неба у Индекс каталогу.
Деклинација објекта је + 10° 40' 53" а ректасцензија 12h 42m 58,0s. Привидна величина (магнитуда) објекта IC 3693 износи 14,2 а фотографска магнитуда 15,2. IC 3693 је још познат и под ознакама CGCG 71-5, VCC 1948, PGC 42754.